# Stick It to Ya
Stick It to Ya ist das 1990 veröffentlichte Debütalbum der aus der Gruppe Vinnie Vincent Invasion hervorgegangenen US-amerikanischen Hard-Rock-Band Slaughter.

## Hintergrund
Slaughter wurde 1989 gegründet, nachdem die Gruppe Vinnie Vincent Invasion sich nach ihrer Tournee zum Album All Systems Go am 26. August 1988 getrennt hatte und Bandgründer Vinnie Vincent seinen Plattenvertrag mit Chrysalis Records verloren hatte. Dana Strum war Gründungsmitglied der Band gewesen, Mark Slaughter war unmittelbar nach der Veröffentlichung des Debütalbums zur Gruppe gestoßen. Bereits während der Aufnahmen zu All Systems Go wurde das Bestreben der Plattenfirma deutlich, dass das Image der Gruppe korrigiert werden sollte: Mark Slaughter sollte an Stelle des Bandgründers Vinnie Vincent zukünftig die Interviews führen, die Aufmerksamkeit wurde zugunsten des Band-Images von Vinnie Vincent weggeführt.
Slaughter und Strum gründeten nach dem Ende der Vinnie Vincent Invasion ihre eigene Band und holten den Gitarristen Timothy Kelly und Schlagzeuger Blas Elias dazu; die Band wurde Slaughter genannt. Sie bekamen ihren Plattenvertrag ebenfalls bei Chrysalis. Die Danksagungen in den Produktionsnotizen deuten auf eine frühzeitige Unterstützung zur Bandgründung für Strum und Slaughter seitens der Plattenfirma hin: Die Gruppe bedankt sich für „drei Jahre Unterstützung“ bei Chrysalis Records.
Die Aufnahmen für das Album fanden im Mai und Juni 1989 statt, Stick It to Ya wurde von Dana Strum und Mark Slaughter produziert und erschien am 27. Januar 1990. Das Cover zeigt eine Zirkusszene: Im Vordergrund ist eine Frau zu sehen, die an einer kreisförmigen Zielscheibe für einen Messerwerfer steht, die ringsum mit dem Albumtitel und Glühlampen verziert ist. In der Zielscheibe stecken bereits mehrere Messer. Als Model für diese Szene diente Lori Corr, damals Ehefrau des 2002 verstorbenen Ratt-Gitarristen Robbin Crosby.
Das Album wurde aus dem Stand zu einem Erfolg für die Band: Die Singles Up All Night und Fly to the Angels platzierten sich in den Top 40 der US-Charts und Slaughter schafften es mit acht Videos auf Platz 1 der MTV-Charts. In der Folge begleitete Slaughter die Band Kiss als Vorgruppe auf deren Hot in the Shade-Tournee.

## Titelliste
Alle Titel wurden von Dana Strum und Mark Slaughter geschrieben.
1. "Eye to Eye" – 3:57
2. "Burnin' Bridges" – 4:07
3. "Up All Night" 4:16
4. "Spend My Life" – 3:21
5. "Thinking of June" (Instrumental) – 1:05
6. "She Wants More" – 3:55
7. "Fly to the Angels" – 5:05
8. "Mad About You" – 4:05
9. "That's Not Enough" – 3:25
10. "You Are the One" – 3:55
11. "Gave Me Your Heart" – 3:51
12. "Desperately" – 3:34
13. "Loaded Gun" – 4:18
14. "Fly to the Angels" (Akustikversion) – 3:22
15. "Wingin' It" – 1:11

## Rezeption
Frank Albrecht schrieb für Rock Hard, es würden sich „wundersame Dinge“ tun. Nach zwei Veröffentlichungen der Band Vinnie Vincent Invasion, die beide „eine geballte Ladung Langeweile auf Vinyl“ gewesen seien, hätten Dana Strum und Mark Slaughter „ihre Konsequenzen aus der konstanten Erfolglosigkeit gezogen“ und ihr eigenes Projekt gestartet. Das Debütwerk ihrer Band Slaughter strotze „geradezu vor Lebendigkeit“. Es seien „plötzlich alle Ideen da, die ein guter Kommerzsong“ brauche. Albrecht nennt „die potenzielle Hit-Single“ 'Up All Night', die „im übrigen mit einer genialen Soundfrequenz aus dem Film "Unheimliche Begegnung der dritten Art"“ beginne. Dieser Track lasse „keinerlei Wünsche offen“ und enthalte einen „Spitzen-Refrain, der sich sofort im Ohr fest“ setze, ein „kurzes, aber originelles Gitarrensolo“ und „Melody-Lines, die perfekt arrangiert“ seien. Die Gruppe komme „nicht so aufgesetzt rüber wie die meisten ihrer Kollegen aus der Melodic-Ecke“. Sie besitze „eine gehörige Portion Rotznäsigkeit“, „etwa wie Skid Row“. Slaughter hätten „dieses rebellische Element in ihren Songs,“ das „den Heavyrock einstmals“ geprägt habe. Das „Tüpfelchen auf dem i“ seien „die druckvolle Produktion und Marks rauhe Vocals“. Slaughter seien „ehrlich bis auf die Knochen“ und hätten „etliche starke Songs auf Lager“.
Stick It to Ya war kommerziell erfolgreich: Es erreichte Platz 18 der Billboard 200 und hielt sich 85 Wochen in der Hitliste, erreichte Platz 32 in der Schweiz und Platz 58 in Deutschland. Das Album wurde inzwischen mit Doppelplatin ausgezeichnet.